# Guéra (departement)
Guéra er et af de to departementer, som udgør regionen Guéra i Tchad.
12°10′58″N 18°41′05″Ø / 12.1828°N 18.6847°Ø